# 連続鋳造
連続鋳造（れんぞくちゅうぞう、Continuous casting）とは、製鉄所での主要な工程の1つで、溶けた鉄が固まる過程で一定の形の鋼片を作ることである。短く連鋳（れんちゅう）やCC（Continuous caster）とも呼ばれる。
鉄鋼用の連続鋳造機では、ほぼすべてが下方向に溶けた鉄を引き出す方式であるが、鋳鉄用では水平方向に引き出すものもある。なお連続鋳造機は、その立面形状により、垂直型、湾曲型、垂直曲げ型、水平型に大別される。

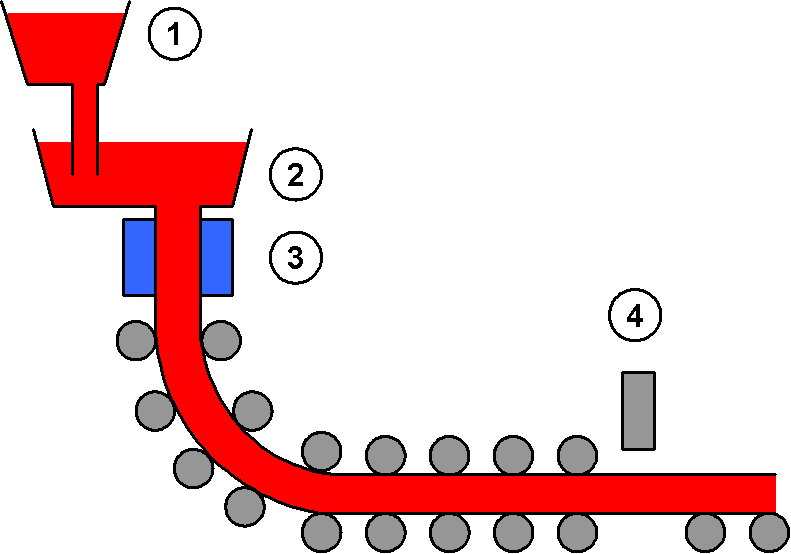
連続鋳造機の概略図。1: 取鍋。最上部にある取鍋に溶鋼を注入する。取鍋では溶鋼中にある介在物が浮かぶので、それを除去する。2: タンディッシュ タンディッシュでも介在物を浮かせて除去する。3: 鋳型 鋳型は水冷されているため、鋳型に接した溶鋼は急怜されて凝固し始める。4: ガス切断機 固体となった鋼片はガス切断機で適度な長さに切断される。

連続鋳造は狭い成分系での溶鋼の管理技術が必要であり、鉄鋼メーカーは生産性と品質レベルの向上にしのぎを削っているが基本的にはコマーシャルベースでの廉価性に特化した技術である。なお、連続鋳造ができない特殊な鋼については、昔ながらの鋳型（インゴットケース）を用いた鋳造が健在であるのは、連続鋳造機が成分の制約を大きく受け、固液共存温度幅が小さく、デルタフェライトが出ない、熱間脆化元素を含まないといった狭い条件で運用されていることの好例である。共晶成分の代表である中小の鋳鉄製造メーカの応用が盛んなのもそれが原因である。合金設計を駆使したものは、インゴットからさらに別ケースで進化したESRやVARなどの多重溶解法へ進化しており、さまざまな先端技術を担っている。

## 製鋼における連続鋳造
精錬工程にて成分調整を終えた溶鋼は、連続鋳造工程へ運ばれる。連続鋳造工程では、溶鋼を連続的に凝固させて一定の形（矩形、丸形）の半製品である鋼片を作る。本工程にて鋼自体の品質が決定されるため、表面割れ内部割れの抑制、介在物の除去、凝固に伴う偏析低減、ポロシティ低減など種々の品質確保のための技術が導入されている。鉄鋼業界において、日本と中国など新興国と差の大きい分野のひとつである。
鋼片はその後、圧延工程に運ばれて様々な形に加工される。予め最終製品に近い形状で鋳造を行うことをニアネットシェイプといい、H型鋼を一回り大きくした形状の鋳型を用いた鋳造も行われている。

## 役割
連続鋳造の主な役割は2つある。
1つは、次の圧延工程で加工しやすいように一定の形の半製品を作ることである。半製品は大きく3つに分類でき、巨大なかまぼこ板のような形状のものは「スラブ」、断面がほぼ正方形で160mm角以上のものを「ブルーム」、それ以下は「ビレット」とそれぞれ呼ばれている。断面が円状の「ラウンドビレット」という特殊な半製品もある。
もう1つは、鋼中の介在物をさらに除去することである。酸化物などの固体の介在物があると、鋼鉄の強度・加工性・耐疲労性の低下などの原因となる。そのため、連続鋳造工程で溶鋼が凝固するまでに、溶鋼中の介在物を浮かせて除去するようにしている。

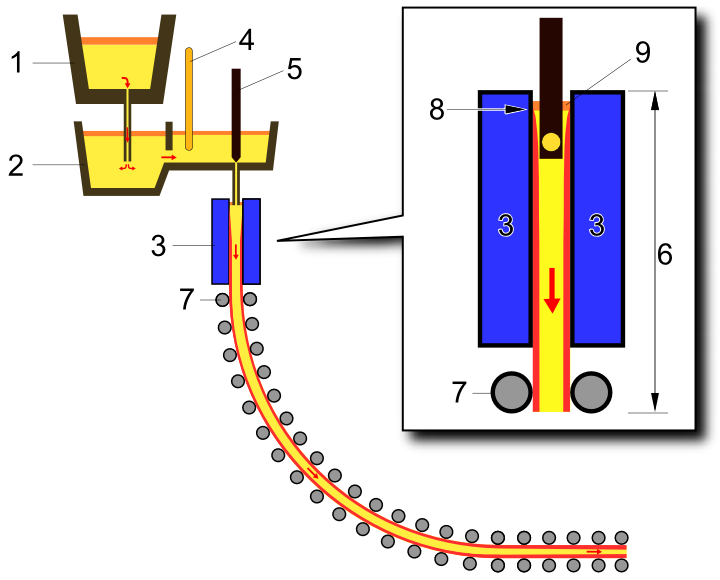
連続鋳造機の構造概略
1.取鍋 2.タンデッシュ 3.鋳型 4.プラズマトーチ 5.ストッパー 6.垂直部分2m以上 7.ロール 8.メニスカス 9.鋳造パウダー

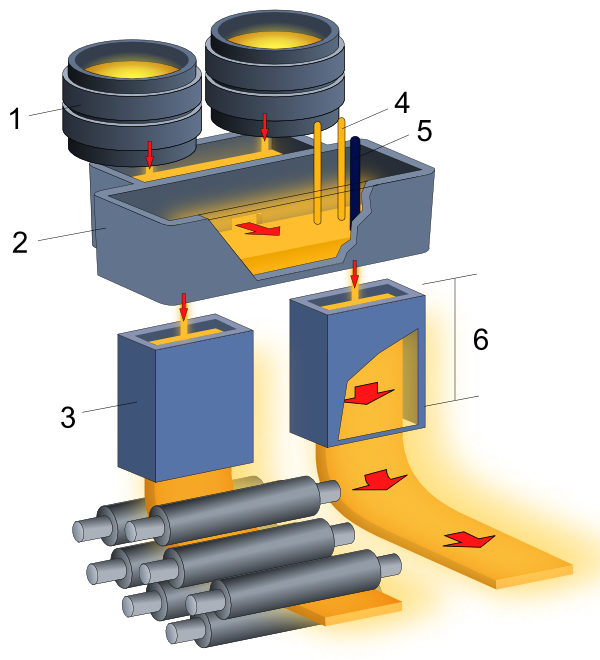
溶鋼の流れ
1.取鍋 2.タンデッシュ 3.鋳型 4.プラズマトーチ 5.ストッパー 6.垂直部分2m以上

## 連続鋳造機の構造
連続鋳造は連続鋳造機によってなされる。連続鋳造機は溶鋼を鋳型に流し込んで連続的に鋼片を作る作業を行なう、5–7階建のビルと同じくらいの高さを持つ巨大な装置である。以下に連続鋳造機の構造と各部分の役割を述べる。
1. 取鍋 - 高炉で作られた溶鋼は二次精錬を経て取鍋に入れられ、連続鋳造機の最上部に運ばれる。取鍋では溶鋼中の介在物の一部浮上分離除去される。
2. タンディッシュ - 溶鋼は取鍋の底部から下のタンディッシュへ注がれる。タンディッシュでも介在物の一部浮上分離除去される。
3. 鋳型 - 溶鋼はタンディッシュの底部から鋳型へと注がれる。鋳型は銅で出来ており、常に水冷されている。鋳型に接触した溶鋼は精密に調整されながら冷やされる。溶鋼は鋳型の中で外側から微細な結晶からなる薄い凝固殻を作りはじめ、微細な結晶はつながりあって大きな樹枝状晶へと成長する。

- ガス切断機 - 鋼片はロールで運ばれながら外側より凝固しはじめる。スラブ、ブルームと呼ばれる大きなサイズの鋳片はロール列末端にあるガス切断機で適度な長さに切断され、ビレットと呼ばれる小さな鋳片はシェアーによって切断され、適当な大きさに整えられることが多い。

連続鋳造機での工程を終え、まだ鋳片の欠陥がほとんどない場合は熱い鋳片は冷えないうちに熱間圧延工程に送られる場合もある。また、厳しい用途に使用される鋼の場合、表面欠陥のチェック、除去や内部欠陥のチェックのため、一旦冷却された後に圧延工程に送られる場合もある。

## 歴史
1960年代までは、鋳型に溶鋼を流し込んで、自然に冷やして固めた鋼鉄を再び加熱して分塊圧延機で延ばし、鋼片を作っていた。この方法を分塊法という。しかし、これは冷却したものを再加熱するために、熱効率が悪いものだった。
1970年代に連続鋳造機が発明されると、冷やして固める分塊工程が省かれ、溶鋼から目的の半製品である鋼片まで一度に作るようになり、生産性向上と省エネルギーが実現されて、世界的に広まった。また、分塊法では切捨てなければならない鋼塊の頭部や底部が多いため、製品のロスが大きかった。当初は垂直に引き出しガス切断していたが、現在では図のように水平方向へ導いた後でガス切断している。
21世紀の現在では、世界のほぼ全ての製鉄所で連続鋳造機が用いられている。生み出される鋼片の断面形状が同じ場合に限って連続して鋳造できたが、更に改良が進み、鋼片の幅を変更して断面サイズの異なる鋼片を、鋳造を止めることなく連続的に生産できるようになっている。
さらなる介在物除去や高効率化のために、様々な技術が進歩している。流体力学・熱力学・量子力学などを用いたシミュレーションも進められている。

## 介在物除去
介在物除去のためのいくつかの仕組みや技術が使用されている。連続鋳造機自身から不要な物質が溶鋼に溶け出さないようにすることも考慮されている。
タンディッシュ

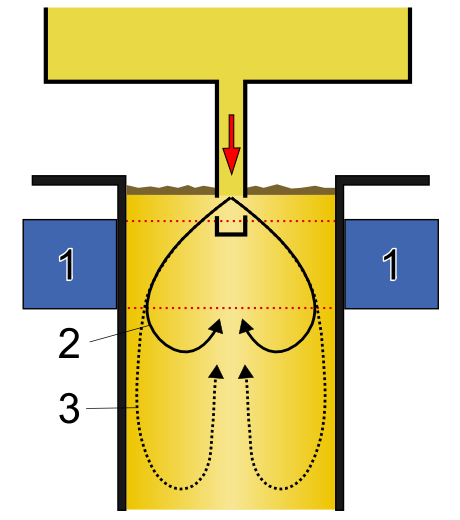
LMFの原理
1.鋳型 2.LMF有効時
3.LMF無効時

取り鍋の底部から流された溶鋼は、堰によって分割されたタンディッシュと呼ばれる容器に一次的に蓄えられ、さらに底部から下の鋳型に流される。常に底部から次の容器に移されることや、区分けされた貯留部分によって、より多くの介在物が表面に浮いてくる。
タンディッシュでは介在物が浮くまで待つその時間分だけ溶鋼が冷えてしまう。特に継ぎ目部分での温度低下を防ぐために、アルゴン、酸素、空気、窒素などのプラズマ化した高温気体で部分的に加熱する工夫も行なわれる。
鋳型
鋳型の垂直部分を長く取る。これによって湾曲が早く始まるよりも、より多くの介在物が表面に浮いてくる。
LMF EMBr
LMF（Level Magnetic Field）およびEMBr(Electro-Magnetic brake)電磁ブレーキと呼ばれる技術では、タンディッシュから鋳型内に流入した溶鋼が、あまり早く下降しないように静磁界をかけてブレーキとする。これにより、介在物が表面に浮上しやすくなる。
EMS

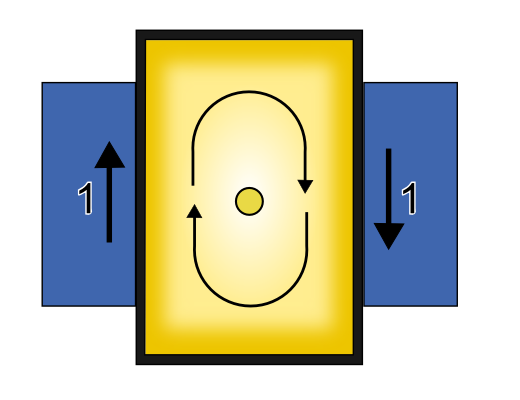
EMSの原理（上から見た図）
1.鋳型

EMS（In-mold Electro-Magnetic Stirrer、鋳型内電磁攪拌）と呼ばれる技術では、鋳型内の磁界を回転移動させることで溶鋼に流れを作り、最初に固まる外側に介在物が留まったまま固まらないようにする。
EMC
EMC（Electro Magnetic Casting）と呼ばれる現在開発中の技術では、鋳型外から交流磁界をかけることで内部の溶鋼に逆起電力が生まれ、そのローレンツ力から生まれる中心軸方向に絞り込まれる力で、溶鋼と鋳型の間に隙間が広がる。この隙間に保温と潤滑を助ける連続鋳造パウダーが広がったメニスカス（Meniscus）から入り込む為、ゆっくりと冷え固まるので、表面欠陥が減らせる。従来の鋳型では鋳片と鋳型壁面とのスティッキングを防止するため鋳型に振動を与えており、その振動により溶鋼表面にオシレーション・マークと呼ばれるくぼみが生まれ、介在物や気泡が取り込まれることで生じる表面欠陥があったが、これが防げると共に、先に冷えた凝固殻と呼ばれる外側表面が上にずり上がることも防げるので縦割れ欠陥も防げると期待される。

## 割れ防止
連続鋳造では溶鋼の温度低下の過程で、主に介在物、温度、圧力、変形力の不均一によって内部や表面が割れることがある。これを防止することが求められる。以下に割れの原因と対策を示す。

### 内部割れ
偏析
わずかに残った硫黄やリンという介在物が鉄の粒界に集まって硫化物や燐化物のフィルム状となり割れを起こす。同様に炭化物や窒化物が鉄の粒界に集まってフィルム状となる事もある。γ鉄からα鉄に変態する時に部分的に固まったα鉄がフィルム状に析出すると、α鉄はγ鉄に比べて弱いためにそこが破断しやすくなる。こういった不要な物質の濃度を更に下げ、冷却条件を選ぶことでフィルム状に析出させず、粒状になるように制御する。また、溶鋼の凝固途中で長手方向に引っ張り力がかからないように、上流からは押し込み下流はいくらか遅く送るようにしている。垂直方向から水平方向に変わる湾曲部での矯正変形力にも配慮して大きな円を描いて曲げるようにしている。また、ロール間の支えのない間に溶鋼がたわむことが無いように、ロール間隔を狭めるようにもしている。
中心偏析
溶鋼中に残った不純物は固体よりは液体に残る傾向があり、鉄の冷却過程では凝固によって体積が縮むために生まれる内部の隙間を移動して、中心の最後まで液体であった部分に集積される。これが中心偏析であり、完成した鋼材の脆さの原因となる。先に凝固する外側と比べて後で凝固する内側では凝固する時の圧力が低くなるのを補正することで中心偏析が起きないようにする。体積の減少による圧力低下分を多数のロールで順次、外部から軽く圧力を加えて調整してやる。

### 表面割れ
原因は偏析ともほとんど同じであり、不純物が表面に偏在することで起きる。長手方向での圧縮も有効であるが、最も重要なのは保温と潤滑の機能を持つ連続鋳造パウダーを均質に流し込む制御である。